# Are you OK
Are You OK，源自中國大陸企業家雷军在印度的营销演讲，之后因其衍生出的二次创作作品而备受公众注目，并演化成一句流行语和文化现象。

## 起源
2015年4月23日，小米手机4i发布会在印度新德里召开，雷军使用英语问候观众，以“How are you？”（你好吗？）开场，并数次对观众说出“Are you OK？”（你没事吧？），而雷軍所说的英文带有浓厚的口音及明显语法错误，视频传回中国大陆后引发了网友热议。
哔哩哔哩用户Mr. Lemon以雷军的上述英语演讲为素材对Lou Bega演唱的歌曲《Angelina》重新填词，将其剪辑制作成音MAD作品，并于2015年4月30日以《【循环向】跟着雷总摇起来！Are you OK！》为题上传到bilibili，由于该作品音乐押韵，且雷军神态可掬，于是迅速走红网络。

## 回应与反响
- 截至2021年1月17日，原视频播放量已突破3000万。[4]
- Mr. Lemon在接受采访时称制作该视频纯粹是为了好玩，[5]并希望雷军能努力说好英文。[2]
- 2015年6月，小米官方商店推出了印有“Are you OK”的T恤商品。[6]
- 2016年2月22日，小米之家发布雷军录制了一段为哔哩哔哩网友送去元宵祝福的视频，雷军称：“去年有不少关于我的视频，我们的很多同事觉得不舒服，不过自己觉得还好，只要大家开心就好。今天是元宵节，祝大家元宵节快乐，也祝B站越来越火。”[7]
- 有网友发现2016年11月小米发布的一款售价299元互联网音箱内有一个隐藏“彩蛋”：对着音箱说“雷军”，音箱会播放此曲。[8]
- 雷军在小米十周年演讲“一往无前”上播放了由B站网友制作的“Are you OK”视频，并用了“欣赏”，且表示在小米国际业务发展中充满了很多像这样的欢乐，可见雷军很喜欢“Are you OK”。[9]